# Giuggianello
Giuggianello ist eine südostitalienische Gemeinde (comune) mit 1127 Einwohnern (Stand 31. Dezember 2023) in der Provinz Lecce in Apulien. Die Gemeinde liegt etwa 34 Kilometer südsüdöstlich von Lecce und gehört zur Unione delle Terre di Mezzo. Bis zum Ionischen Meer sind es etwa 9,5 Kilometer in östlicher Richtung.

## Geschichte
Mehrere Zeugnisse der Megalithkultur im Salento (zwei Dolmen und zwei Menhire) sind im Gemeindegebiet erhalten.

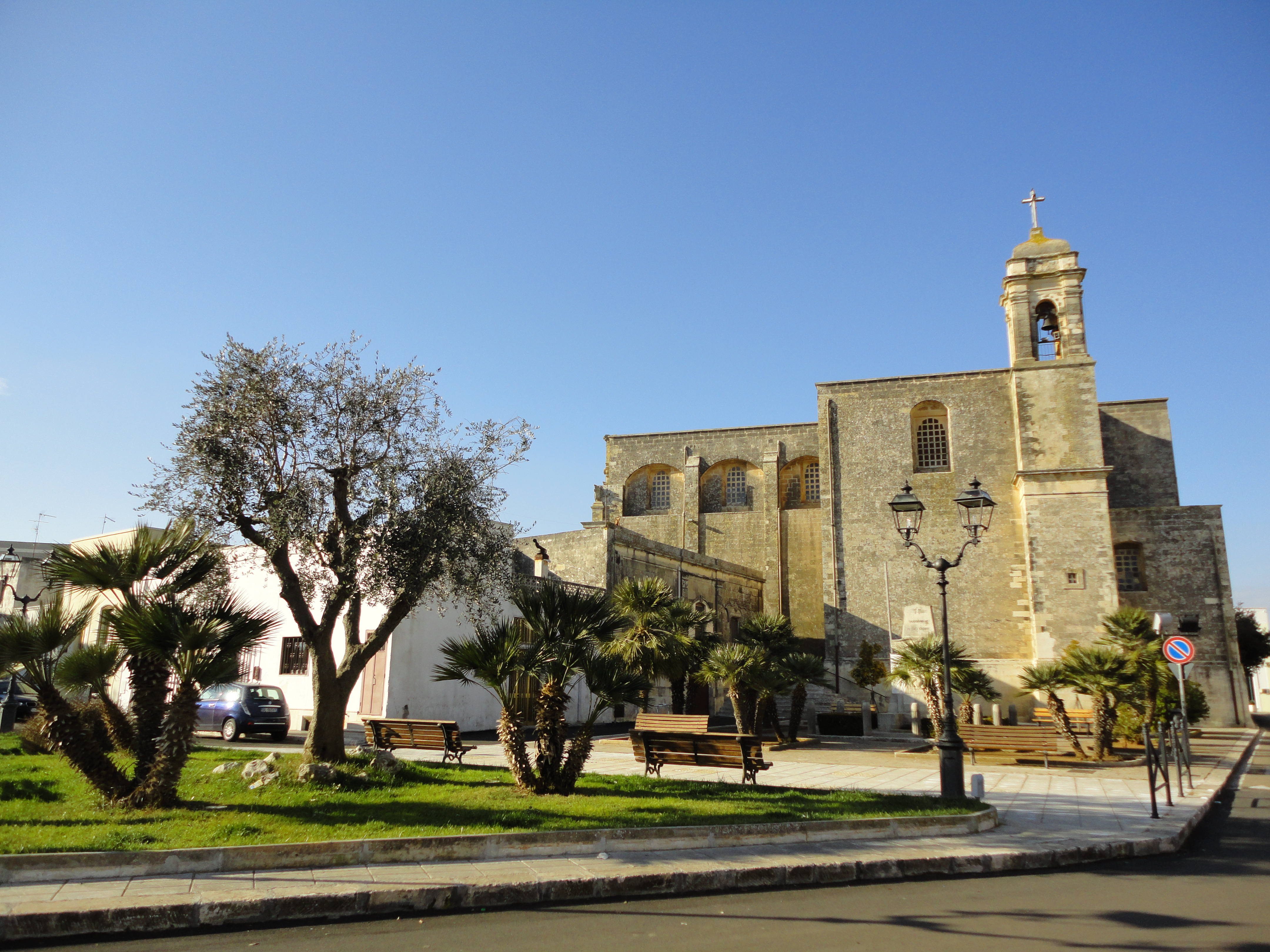
Heldenplatz
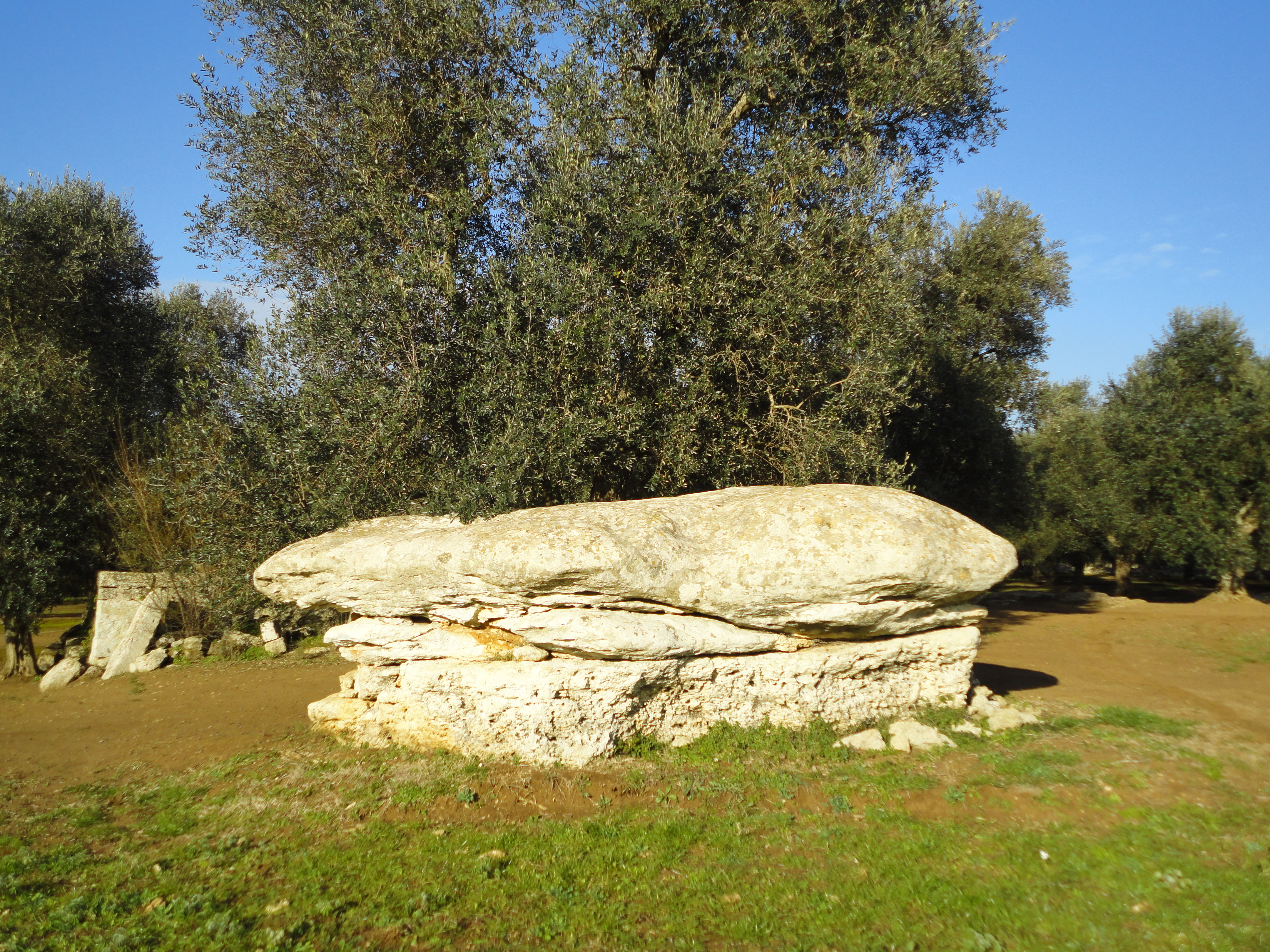
Dolmen Letto in Giuggianello
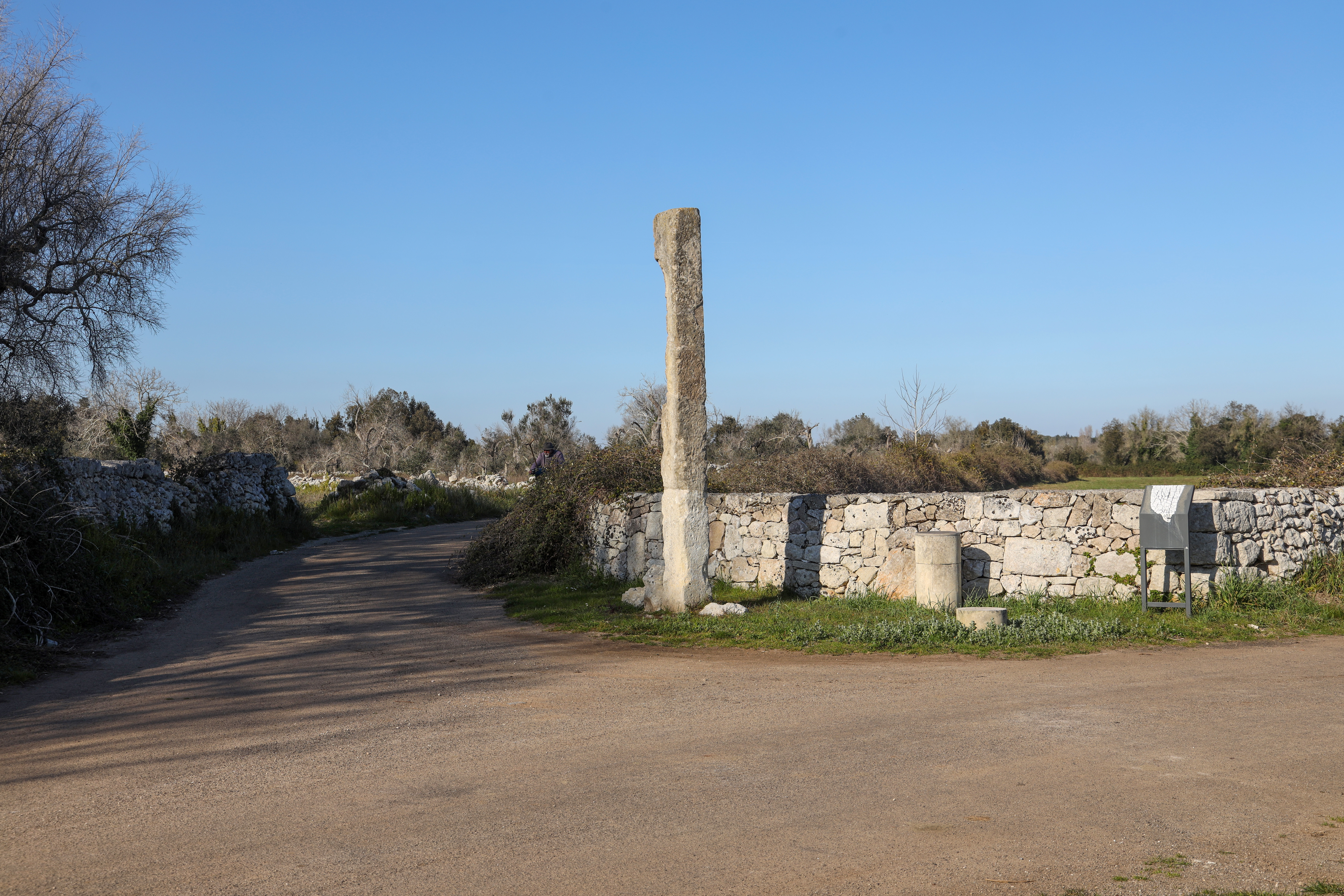
Menhir Polisano